# Пик Гармо
Пик Га́рмо (тадж. Қуллаи Гармо) — горная вершина в Таджикистане, расположенная на стыке Дарвазского хребта и хребта Академии Наук. Высота вершины достигает 6595 м.
Покрыт снегом и льдом, со склонов спускаются ледник Гармо и ледник Географического общества.
В 1928 году во время памирской экспедиции за пик Гармо был ошибочно принята вершина, впоследствии названная пиком Сталина, расположенная в 20 км в стороне от этой горы. Эта ошибка была устранена лишь в 1932 году.